# Lista siturilor arheologice din județul Dâmbovița - B
Lista siturilor arheologice din județul Dâmbovița - B conține toate siturile arheologice din județul Dâmbovița înscrise în Repertoriul Arheologic Național (RAN) și aflate în localități al căror nume începe cu litera B. RAN este administrat de Ministerul Culturii și Patrimoniului Național și cuprinde date științifice, cartografice, topografice, imagini și planuri, precum și orice alte informații privitoare la zonele cu potențial arheologic, studiate sau nu, încă existente sau dispărute.
Puteți căuta un sit din localitățile care încep cu litera B folosind formularul de mai jos sau puteți naviga prin toate siturile din județ la Lista siturilor arheologice din județul Dâmbovița.
| Cod RAN                                   | Denumire | Localitate                             | Adresă                     | Datare                                        | Descoperit | Coordonate                                | Imagine           | Erori            |
| ----------------------------------------- | --- | -------------------------------------- | -------------------------- | --------------------------------------------- | ---------- | ----------------------------------------- | ----------------- | ---------------- |
| 66214.02.01 (Cod LMI: DB-I-m-B-16958.01)  | Așezarea preistorică de la Băleni Sârbi - "Băcani" / ansamblu anonim (Categorie: locuire civilă) (Tip: Așezare)                                                                            | sat Băleni Sârbi, comuna Băleni        | Băcani                     | Glina                                         |            |                                           | Încărcați imagine | Raportați eroare |
| 66214.02.02 (Cod LMI: DB-I-m-B-16958.01)  | Așezarea preistorică de la Băleni Sârbi - "Băcani" / ansamblu anonim (Categorie: locuire civilă) (Tip: Așezare)                                                                            | sat Băleni Sârbi, comuna Băleni        | Băcani                     | Basarabi                                      |            |                                           | Încărcați imagine | Raportați eroare |
| 66205.02.01 (Cod LMI: DB-I-s-B-16959)     | Așezarea fortificată Latene de la Băleni-Români - "Cetatea Tătarilor" / ansamblu anonim (Categorie: locuire civilă) (Tip: Așezare fortificată)                                             | sat Băleni-Români, comuna Băleni       | Cetatea Tătarilor          | geto-dacică                                   |            | 44°49′30″N 25°41′56″E / 44.825°N 25.699°E | Încărcați imagine | Raportați eroare |
| 66205.03.01 (Cod LMI: DB-I-s-B-16960)     | Situl arheologic de la Băleni Români - "Islaz" / ansamblu anonim (Categorie: locuire civilă) (Tip: Așezare)                                                                                | sat Băleni-Români, comuna Băleni       | Islaz                      | Glina                                         |            |                                           | Încărcați imagine | Raportați eroare |
| 66205.03.02 (Cod LMI: DB-I-s-B-16960)     | Situl arheologic de la Băleni Români - "Islaz" / ansamblu anonim (Categorie: locuire civilă) (Tip: Așezare)                                                                                | sat Băleni-Români, comuna Băleni       | Islaz                      | sec. IV                                       |            |                                           | Încărcați imagine | Raportați eroare |
| 66214.01.01 (Cod LMI: DB-I-s-B-16962)     | Așezarea Latene de la Băleni Sârbi - "Grajdurile CAP" / ansamblu anonim (Categorie: locuire civilă) (Tip: Așezare)                                                                         | sat Băleni Sârbi, comuna Băleni        | Grajdurile CAP             | geto-dacică sec. II - I a. Chr.               |            |                                           | Încărcați imagine | Raportați eroare |
| 66205.04.01 (Cod LMI: DB-I-m-A-16961.05)  | Situl arheologic de la Băleni-Români - "Plantație" / ansamblu anonim (Categorie: locuire civilă) (Tip: Așezare)                                                                            | sat Băleni-Români, comuna Băleni       | Plantație                  | Tei                                           |            |                                           | Încărcați imagine | Raportați eroare |
| 66205.04.02 (Cod LMI: DB-I-m-A-16961.04)  | Situl arheologic de la Băleni-Români - "Plantație" / ansamblu anonim (Categorie: locuire civilă) (Tip: Așezare)                                                                            | sat Băleni-Români, comuna Băleni       | Plantație                  |                                               |            |                                           | Încărcați imagine | Raportați eroare |
| 66205.04.03 (Cod LMI: DB-I-m-A-16961.03)  | Situl arheologic de la Băleni-Români - "Plantație" / ansamblu anonim (Categorie: locuire civilă) (Tip: Așezare)                                                                            | sat Băleni-Români, comuna Băleni       | Plantație                  | Ipotești - Cândești sec. V - VII              |            |                                           | Încărcați imagine | Raportați eroare |
| 66205.04.05 (Cod LMI: DB-I-m-A-16961.02)  | Situl arheologic de la Băleni-Români - "Plantație" / ansamblu anonim (Categorie: locuire civilă) (Tip: Așezare)                                                                            | sat Băleni-Români, comuna Băleni       | Plantație                  | Dridu sec. VIII - XI                          |            |                                           | Încărcați imagine | Raportați eroare |
| 66205.04.06 (Cod LMI: DB-I-m-A-16961.01)  | Situl arheologic de la Băleni-Români - "Plantație" / ansamblu anonim (Categorie: locuire civilă) (Tip: Așezare)                                                                            | sat Băleni-Români, comuna Băleni       | Plantație                  | sec. XIV - XVI                                |            |                                           | Încărcați imagine | Raportați eroare |
| 66205.04.04 (Cod LMI: DB-I-s-A-16961)     | Situl arheologic de la Băleni-Români - "Plantație" / ansamblu anonim (Categorie: locuire civilă) (Tip: Necropolă)                                                                          | sat Băleni-Români, comuna Băleni       | Plantație                  | Ipotești - Cândești sec. V - VII              |            |                                           | Încărcați imagine | Raportați eroare |
| 66205.04.07 (Cod LMI: DB-I-s-A-16961)     | Situl arheologic de la Băleni-Români - "Plantație" / ansamblu anonim (Categorie: locuire civilă) (Tip: Așezare)                                                                            | sat Băleni-Români, comuna Băleni       | Plantație                  | Glina                                         |            |                                           | Încărcați imagine | Raportați eroare |
| 66786.01.01 (Cod LMI: DB-I-m-B-16963.03)  | Situl arheologic de la Bălteni - "Izvorul Ilfovățului" / ansamblu anonim (Categorie: locuire civilă) (Tip: Așezare)                                                                        | sat Bălteni, comuna Conțești           | Izvorul Ilfovățului        |                                               |            |                                           | Încărcați imagine | Raportați eroare |
| 66786.01.02 (Cod LMI: DB-I-m-B-16963.02)  | Situl arheologic de la Bălteni - "Izvorul Ilfovățului" / ansamblu anonim (Categorie: locuire civilă) (Tip: Așezare)                                                                        | sat Bălteni, comuna Conțești           | Izvorul Ilfovățului        | geto-dacică sec. II a.Chr.                    |            |                                           | Încărcați imagine | Raportați eroare |
| 66786.01.03 (Cod LMI: DB-I-m-B-16963.01)  | Situl arheologic de la Bălteni - "Izvorul Ilfovățului" / ansamblu anonim (Categorie: locuire civilă) (Tip: Așezare)                                                                        | sat Bălteni, comuna Conțești           | Izvorul Ilfovățului        | sec. IV                                       |            |                                           | Încărcați imagine | Raportați eroare |
| 66786.02.01 (Cod LMI: DB-I-m-B-16964.02)  | Situl arheologic de la Bălteni - "Biserică" / ansamblu anonim (Categorie: locuire civilă) (Tip: Așezare)                                                                                   | sat Bălteni, comuna Conțești           | Biserică                   |                                               |            |                                           | Încărcați imagine | Raportați eroare |
| 66786.02.02 (Cod LMI: DB-I-m-B-16964.01)  | Situl arheologic de la Bălteni - "Biserică" / ansamblu anonim (Categorie: locuire civilă) (Tip: Așezare)                                                                                   | sat Bălteni, comuna Conțești           | Biserică                   | sec. IV                                       |            |                                           | Încărcați imagine | Raportați eroare |
| 66875.01.01 (Cod LMI: DB-I-s-B-16965)     | Așezarea daco-romană de la Bărăceni - "Islaz" / ansamblu anonim (Categorie: locuire civilă) (Tip: Așezare)                                                                                 | sat Bărăceni, comuna Corbii Mari       | Islaz                      | sec. III - IV                                 |            |                                           | Încărcați imagine | Raportați eroare |
| 66250.01.01 (Cod LMI: DB-I-m-B-16966.01)  | Așezarea medievală de la Bărbulețu - "Grui" / ansamblu anonim (Categorie: locuire civilă) (Tip: Așezare)                                                                                   | sat Bărbulețu, comuna Bărbulețu        | Grui                       | sec. XIV - XVIII                              |            |                                           | Încărcați imagine | Raportați eroare |
| 66250.01.02 (Cod LMI: DB-I-m-B-16966.02)  | Așezarea medievală de la Bărbulețu - "Grui" / ansamblu anonim (Categorie: locuire civilă) (Tip: Necropolă)                                                                                 | sat Bărbulețu, comuna Bărbulețu        | Grui                       | sec. XIV - XVIII                              |            |                                           | Încărcați imagine | Raportați eroare |
| 66161.01.01 (Cod LMI: DB-I-s-B-16967)     | Necropola tumulară de la Brăniștea - "Movila" / ansamblu Grup de 3 tumuli (Categorie: descoperire funerară) (Tip: Grup de tumuli)                                                          | sat Braniștea, comuna Braniștea        | Movila                     |                                               |            |                                           | Încărcați imagine | Raportați eroare |
| 69278.01.01 (Cod LMI: DB-I-s-B-16968)     | Așezarea din epoca migrațiilor de la Brăteștii de Jos - "Biserică" / ansamblu anonim (Categorie: locuire civilă) (Tip: Așezare)                                                            | sat Brăteștii de Jos, comuna Văcărești | Biserică                   | Sântana de Mureș - Cerneahov sec. IV          |            |                                           | Încărcați imagine | Raportați eroare |
| 69278.02.01 (Cod LMI: DB-I-s-B-16969)     | Așezarea din epoca migrațiilor de la Brăteștii de Jos -"IAS" / ansamblu anonim (Categorie: locuire civilă) (Tip: Așezare)                                                                  | sat Brăteștii de Jos, comuna Văcărești | IAS                        | Sântana de Mureș - Cerneahov sec. IV          |            |                                           | Încărcați imagine | Raportați eroare |
| 69278.03.01 (Cod LMI: DB-I-s-B-16970)     | Așezarea din epoca bronzului de la Brăteștii de Jos - "Izvorul Ibalaca" / ansamblu anonim (Categorie: locuire civilă) (Tip: Așezare)                                                       | sat Brăteștii de Jos, comuna Văcărești | Izvorul Ibalaca            | glina                                         |            |                                           | Încărcați imagine | Raportați eroare |
| 69278.04.01 (Cod LMI: DB-I-m-B-16971.03)  | Situl arheologic de la Brăteștii de Jos - "Delnița" / ansamblu anonim (Categorie: locuire civilă) (Tip: Așezare)                                                                           | sat Brăteștii de Jos, comuna Văcărești | Delnița                    | sec. IV                                       |            |                                           | Încărcați imagine | Raportați eroare |
| 69278.04.02 (Cod LMI: DB-I-m-B-16971.02)  | Situl arheologic de la Brăteștii de Jos - "Delnița" / ansamblu anonim (Categorie: locuire civilă) (Tip: Ruină zid incintă)                                                                 | sat Brăteștii de Jos, comuna Văcărești | Delnița                    | sec. XV - XVIII                               |            |                                           | Încărcați imagine | Raportați eroare |
| 69278.04.03 (Cod LMI: DB-I-m-B-16971.01)  | Situl arheologic de la Brăteștii de Jos - "Delnița" / ansamblu anonim (Categorie: locuire civilă) (Tip: neprecizat)                                                                        | sat Brăteștii de Jos, comuna Văcărești | Delnița                    | sec. XV - XVIII                               |            |                                           | Încărcați imagine | Raportați eroare |
| 68360.01.01 (Cod LMI: DB-I-m-A-16972.05)  | Situl arheologic de la Brâncoveanu - "Voineasa" / ansamblu anonim (Categorie: locuire) (Tip: Așezare)                                                                                      | sat Brâncoveanu, comuna Odobești       | Voineasa                   | Glina                                         |            |                                           | Încărcați imagine | Raportați eroare |
| 68360.01.02 (Cod LMI: DB-I-s-A-16972)     | Situl arheologic de la Brâncoveanu - "Voineasa" / ansamblu anonim (Categorie: locuire) (Tip: Așezare)                                                                                      | sat Brâncoveanu, comuna Odobești       | Voineasa                   | Tei                                           |            |                                           | Încărcați imagine | Raportați eroare |
| 68360.01.03 (Cod LMI: DB-I-s-A-16972)     | Situl arheologic de la Brâncoveanu - "Voineasa" / ansamblu anonim (Categorie: locuire) (Tip: Așezare)                                                                                      | sat Brâncoveanu, comuna Odobești       | Voineasa                   | geto-dacică sec. II - I a. Chr.               |            |                                           | Încărcați imagine | Raportați eroare |
| 68360.01.04 (Cod LMI: DB-I-s-A-16972)     | Situl arheologic de la Brâncoveanu - "Voineasa" / ansamblu anonim (Categorie: locuire) (Tip: Siliște)                                                                                      | sat Brâncoveanu, comuna Odobești       | Voineasa                   | sec. XV - XIX                                 |            |                                           | Încărcați imagine | Raportați eroare |
| 68360.01.05 (Cod LMI: DB-I-s-A-16972)     | Situl arheologic de la Brâncoveanu - "Voineasa" / ansamblu anonim (Categorie: locuire) (Tip: Necropolă)                                                                                    | sat Brâncoveanu, comuna Odobești       | Voineasa                   | sec. XV - XIX                                 |            |                                           | Încărcați imagine | Raportați eroare |
| 68547.01.01 (Cod LMI: DB-I-s-B-16973)     | Necropola tumulară de la Broșteni- Măgura / ansamblu anonim (Categorie: descoperire funerară) (Tip: Necropolă tumulară)                                                                    | sat Broșteni, comuna Produlești        | Măgura                     | mil. II a.Hr.                                 |            |                                           | Încărcați imagine | Raportați eroare |
| 68547.02.01 (Cod LMI: DB-I-s-B-16974)     | Tumulul de la Broșteni - "Movila" / ansamblu anonim (Categorie: descoperire funerară) (Tip: Tumul)                                                                                         | sat Broșteni, comuna Produlești        | Movila                     | mil. II a.Hr.                                 |            |                                           | Încărcați imagine | Raportați eroare |
| 69358.01.01 (Cod LMI: DB-I-s-B-16975)     | Așezarea medievală de la Broșteni - "Siliștea satului Mălinești" / ansamblu Siliștea satului Mălinești (Categorie: locuire civilă) (Tip: Așezare rurală)                                   | sat Broșteni, comuna Vișina            | Siliștea satului Mălinești | sec. XV - XVII                                |            |                                           | Încărcați imagine | Raportați eroare |
| 69358.02.01 (Cod LMI: DB-I-m-B-16976.02)  | Situl arheologic de la Broșteni - "Dealul Tătarilor" / ansamblu anonim (Categorie: locuire civilă) (Tip: Așezare)                                                                          | sat Broșteni, comuna Vișina            | Dealul Tătarilor           |                                               |            |                                           | Încărcați imagine | Raportați eroare |
| 69358.02.02 (Cod LMI: DB-I-m-B-16976.01)  | Situl arheologic de la Broșteni - "Dealul Tătarilor" / ansamblu anonim (Categorie: locuire civilă) (Tip: Așezare)                                                                          | sat Broșteni, comuna Vișina            | Dealul Tătarilor           | sec. IX-XI                                    |            |                                           | Încărcați imagine | Raportați eroare |
| 69358.03.01 (Cod LMI: DB-I-m-B-16977.02)  | Situl arheologic de la Broșteni - "La moara părăsită" / ansamblu anonim (Categorie: locuire civilă) (Tip: Așezare)                                                                         | sat Broșteni, comuna Vișina            | La moara părăsită          | Tei                                           |            |                                           | Încărcați imagine | Raportați eroare |
| 69358.03.02 (Cod LMI: DB-I-m-B-16977.01)  | Situl arheologic de la Broșteni - "La moara părăsită" / ansamblu anonim (Categorie: locuire civilă) (Tip: Așezare)                                                                         | sat Broșteni, comuna Vișina            | La moara părăsită          | sec. XVII - XVIII                             |            |                                           | Încărcați imagine | Raportați eroare |
| 66447.01.01 (Cod LMI: DB-I-s-B-16978)     | Așezarea medievală de la Buciumeni - "Lunca - Crucea Buciumeni" / ansamblu anonim (Categorie: locuire civilă) (Tip: Așezare)                                                               | sat Buciumeni, comuna Buciumeni        | Lunca - Crucea Buciumeni   | Dridu sec. VIII - X                           |            |                                           | Încărcați imagine | Raportați eroare |
| 66483.01.01 (Cod LMI: DB-I-s-B-16979)     | Așezarea din epoca migrațiilor de la Bucșani - "Pădurea adâncă" / ansamblu anonim (Categorie: locuire civilă) (Tip: Așezare)                                                               | sat Bucșani, comuna Bucșani            | Pădurea adâncă             | Ipotești - Cândești sec. VII                  |            |                                           | Încărcați imagine | Raportați eroare |
| 66483.02.01 (Cod LMI: DB-I-s-A-16980)     | Situl arheologic de la Bucșani - "Țipirig" / ansamblu anonim (Categorie: locuire) (Tip: Așezare)                                                                                           | sat Bucșani, comuna Bucșani            | Țipirig                    | dacilor liberi sec. III-IV                    |            |                                           | Încărcați imagine | Raportați eroare |
| 66483.02.02 (Cod LMI: DB-I-s-A-16980)     | Situl arheologic de la Bucșani - "Țipirig" / ansamblu anonim (Categorie: locuire) (Tip: Necropolă)                                                                                         | sat Bucșani, comuna Bucșani            | Țipirig                    | dacilor liberi sec. III-IV                    |            |                                           | Încărcați imagine | Raportați eroare |
| 66483.02.03 (Cod LMI: DB-I-s-A-16980)     | Situl arheologic de la Bucșani - "Țipirig" / ansamblu anonim (Categorie: locuire) (Tip: Așezare)                                                                                           | sat Bucșani, comuna Bucșani            | Țipirig                    | Ipotești - Cândești sec. VI                   |            |                                           | Încărcați imagine | Raportați eroare |
| 67032.01.01 (Cod LMI: DB-I-s-B-16981)     | Așezarea medievală timpurie de la Bujoreanca - "Între gârle" / ansamblu anonim (Categorie: locuire civilă) (Tip: Așezare)                                                                  | sat Bujoreanca, comuna Cornești        | Între gârle                | Dridu sec. VIII - XI                          |            |                                           | Încărcați imagine | Raportați eroare |
| 67032.02.01 (Cod LMI: DB-I-s-B-16982)     | Așezarea Latene de la Bujoreanca - "Sere" / ansamblu anonim (Categorie: locuire civilă) (Tip: Așezare)                                                                                     | sat Bujoreanca, comuna Cornești        | Sere                       | geto-dacică sec. I a.Chr. - I p.Chr.          |            |                                           | Încărcați imagine | Raportați eroare |
| 69287.01.01 (Cod LMI: DB-I-m-B-16983.02)  | Situl arheologic de la Bungetu - "Biserică" / ansamblu anonim (Categorie: locuire civilă) (Tip: Așezare)                                                                                   | sat Bungetu, comuna Văcărești          | Biserică                   | Starčevo - Criș                               |            |                                           | Încărcați imagine | Raportați eroare |
| 69287.01.02 (Cod LMI: DB-I-m-B-16983.01)  | Situl arheologic de la Bungetu - "Biserică" / ansamblu anonim (Categorie: locuire civilă) (Tip: Așezare)                                                                                   | sat Bungetu, comuna Văcărești          | Biserică                   | Brătești                                      |            |                                           | Încărcați imagine | Raportați eroare |
| 69287.02.01 (Cod LMI: DB-I-s-B-16984)     | Așezarea din epoca migrațiilor de la Bungetu - "Hoaga" / ansamblu anonim (Categorie: locuire civilă) (Tip: Așezare)                                                                        | sat Bungetu, comuna Văcărești          | Hoaga                      | sec. IV                                       |            |                                           | Încărcați imagine | Raportați eroare |
| 69287.03.01 (Cod LMI: DB-I-s-B-16985)     | Așezarea Glina de la Bungetu - "Baraj lac III" / ansamblu anonim (Categorie: locuire civilă) (Tip: Așezare)                                                                                | sat Bungetu, comuna Văcărești          | Baraj lac III              | Glina                                         |            |                                           | Încărcați imagine | Raportați eroare |
| 101573.01.01 (Cod LMI: DB-I-s-B-16986)    | Situl arheologic de la Butimanu - "Biserica de lemn" / ansamblu anonim (Categorie: locuire) (Tip: Așezare)                                                                                 | sat Butimanu, comuna Butimanu          | Biserica de lemn           | geto-dacică sec. II - I a. Chr.               |            |                                           | Încărcați imagine | Raportați eroare |
| 101573.01.02 (Cod LMI: DB-I-s-B-16986)    | Situl arheologic de la Butimanu - "Biserica de lemn" / ansamblu Biserica de lemn "Adormirea Maicii Domnului-Decindea" (Categorie: locuire) (Tip: Biserică)                                 | sat Butimanu, comuna Butimanu          | Biserica de lemn           | 1791                                          |            |                                           | Încărcați imagine | Raportați eroare |
| 101573.02.01 (Cod LMI: DB-I-s-A-16987)    | Așezarea medievală timpurie de la Butimanu - "Între gârle" / ansamblu anonim (Categorie: locuire civilă) (Tip: Așezare)                                                                    | sat Butimanu, comuna Butimanu          | Între gârle                | sec. VIII - IX                                |            |                                           | Încărcați imagine | Raportați eroare |
| 101573.03.01 (Cod LMI: DB-I-m-A-16988.01) | Situl arheologic de la Butimanu - "Movila Motoroiu" / ansamblu anonim (Categorie: locuire civilă) (Tip: Așezare)                                                                           | sat Butimanu, comuna Butimanu          | Movila Motoroiu            | Boian                                         |            |                                           | Încărcați imagine | Raportați eroare |
| 101573.03.02 (Cod LMI: DB-I-m-A-16988.02) | Situl arheologic de la Butimanu - "Movila Motoroiu" / ansamblu anonim (Categorie: locuire civilă) (Tip: Așezare)                                                                           | sat Butimanu, comuna Butimanu          | Movila Motoroiu            | Gumelnița                                     |            |                                           | Încărcați imagine | Raportați eroare |
| 101573.03.03 (Cod LMI: DB-I-s-A-16988)    | Situl arheologic de la Butimanu - "Movila Motoroiu" / ansamblu anonim (Categorie: locuire civilă) (Tip: Așezare)                                                                           | sat Butimanu, comuna Butimanu          | Movila Motoroiu            | Glina                                         |            |                                           | Încărcați imagine | Raportați eroare |
| 101573.04.01 (Cod LMI: DB-I-s-B-16989)    | Situl arheologic de la Butimanu - "Ferma avicolă nr. 1" / ansamblu anonim (Categorie: locuire) (Tip: Așezare)                                                                              | sat Butimanu, comuna Butimanu          | Ferma avicolă nr. 1        | Aurignacian                                   |            |                                           | Încărcați imagine | Raportați eroare |
| 101573.04.02 (Cod LMI: DB-I-s-B-16989)    | Situl arheologic de la Butimanu - "Ferma avicolă nr. 1" / ansamblu anonim (Categorie: locuire) (Tip: Așezare)                                                                              | sat Butimanu, comuna Butimanu          | Ferma avicolă nr. 1        | Glina                                         |            |                                           | Încărcați imagine | Raportați eroare |
| 101573.04.03 (Cod LMI: DB-I-s-B-16989)    | Situl arheologic de la Butimanu - "Ferma avicolă nr. 1" / ansamblu anonim (Categorie: locuire) (Tip: Așezare)                                                                              | sat Butimanu, comuna Butimanu          | Ferma avicolă nr. 1        | Tei                                           |            |                                           | Încărcați imagine | Raportați eroare |
| 66205.01.01                               | Așezarea de tip Ipotești-Cândești de la Băleni-Români - "Pădurea Mărcești" / ansamblu anonim (Categorie: locuire civilă) (Tip: Așezare)                                                    | sat Băleni-Români, comuna Băleni       | Pădurea Mărcești           | Ipotești - Cândești sec. V-VI                 |            |                                           | Încărcați imagine | Raportați eroare |
| 66205.05.01                               | Așezarea de tip Ipotești-Cândești de la Băleni-Români - "Cota 190" / ansamblu anonim (Categorie: locuire civilă) (Tip: Așezare)                                                            | sat Băleni-Români, comuna Băleni       | Cota 190                   | Ipotești - Cândești sec. V-VI                 |            |                                           | Încărcați imagine | Raportați eroare |
| 66205.06.01 (Cod LMI: DB-II-a-B-17334)    | Curtea boierilor Băleni de la Băleni-Români / ansamblu anonim (Categorie: locuire civilă) (Tip: Conac)                                                                                     | sat Băleni-Români, comuna Băleni       | Curtea Bălenilor           | sec. XVII-XVIII                               |            |                                           | Încărcați imagine | Raportați eroare |
| 66205.06.02 (Cod LMI: DB-II-a-B-17334)    | Curtea boierilor Băleni de la Băleni-Români / ansamblu anonim (Categorie: locuire civilă) (Tip: Zid de incintă)                                                                            | sat Băleni-Români, comuna Băleni       | Curtea Bălenilor           | sec. XVII-XVIII                               |            |                                           | Încărcați imagine | Raportați eroare |
| 66205.07.01                               | Vechea biserică a satului Băleni-Români- Cimitir / ansamblu anonim (Categorie: structură de cult/religioasă) (Tip: Biserică)                                                               | sat Băleni-Români, comuna Băleni       | Cimitir                    | sec. XVI                                      |            |                                           | Încărcați imagine | Raportați eroare |
| 66205.08.01 (Cod LMI: DB-II-m-B-17338)    | Hanul medieval de la Băleni-Români / ansamblu anonim (Categorie: construcție) (Tip: Han)                                                                                                   | sat Băleni-Români, comuna Băleni       | Han                        | sec. XVIII                                    |            |                                           | Încărcați imagine | Raportați eroare |
| 66214.03.01                               | Așezarea de tip Ipotești-Ciurel-Cândești de la Băleni Sârbi / ansamblu anonim (Categorie: locuire civilă) (Tip: Așezare)                                                                   | sat Băleni Sârbi, comuna Băleni        | Fără localizare exactă     | Ipotești - Cândești sec. V-VII                |            |                                           | Încărcați imagine | Raportați eroare |
| 66250.02.01                               | Așezarea geto-dacică de la Bărbulețu - "Cetățuia" / ansamblu anonim (Categorie: locuire civilă) (Tip: Așezare)                                                                             | sat Bărbulețu, comuna Bărbulețu        | Cetățuia                   | sec. I a.Chr - I p.Chr.                       |            |                                           | Încărcați imagine | Raportați eroare |
| 66250.03.01 (Cod LMI: DB-II-m-A-17348)    | Biserica Adormirea Maicii Domnului de la Bărbulețu / ansamblu Adormirea Maicii Domnului (Categorie: structură de cult/religioasă) (Tip: Biserică)                                          | sat Bărbulețu, comuna Bărbulețu        | Biserica satului           | 1662-1680                                     |            |                                           | Încărcați imagine | Raportați eroare |
| 66250.04.01                               | Ruinele caselor boierilor Crețulești / ansamblu anonim (Categorie: locuire civilă) (Tip: Curte boierească)                                                                                 | sat Bărbulețu, comuna Bărbulețu        | Nelocalizat                |                                               |            |                                           | Încărcați imagine | Raportați eroare |
| 66349.01.01                               | Mormântul din epoca bronzului de la Bezdead / ansamblu anonim (Categorie: descoperire funerară) (Tip: Mormânt)                                                                             | sat Bezdead, comuna Bezdead            |                            | Monteoru                                      |            |                                           | Încărcați imagine | Raportați eroare |
| 66401.01.01                               | Casele boierești ale familiei Bilciurești / ansamblu anonim (Categorie: locuire civilă) (Tip: Curte boierească)                                                                            | comuna Bilciurești                     |                            |                                               |            |                                           | Încărcați imagine | Raportați eroare |
| 101350.01.01                              | Așezarea de epoca bronzului de la Brezoaele / ansamblu anonim (Categorie: locuire civilă) (Tip: Așezare)                                                                                   | sat Brezoaele, comuna Brezoaele        |                            | Glina                                         |            |                                           | Încărcați imagine | Raportați eroare |
| 101350.02.01 (Cod LMI: DB-II-m-B-17382)   | Biserica Adormirea Maicii Domnului de la Brezoaele- Cruceru / ansamblu Adormirea Maicii Domnului (Categorie: structură de cult/religioasă) (Tip: Biserică)                                 | sat Brezoaele, comuna Brezoaele        | Cruceru                    | 1758-1759                                     |            |                                           | Încărcați imagine | Raportați eroare |
| 66447.02.01                               | Siliște medievală, vechea vatră a satului Buciumeni- Cotul Brătii / ansamblu anonim (Categorie: locuire civilă) (Tip: Siliște)                                                             | sat Buciumeni, comuna Buciumeni        | Cotul Brătii               | sec. XVI                                      |            |                                           | Încărcați imagine | Raportați eroare |
| 66447.03.01                               | Siliștea medievală de la Buciumeni - "Gămănești" / ansamblu anonim (Categorie: locuire civilă) (Tip: Siliște)                                                                              | sat Buciumeni, comuna Buciumeni        | Gămănești                  | sec. XVI                                      |            |                                           | Încărcați imagine | Raportați eroare |
| 66483.04.01                               | Așezarea geto-dacică de la Bucșani / ansamblu anonim (Categorie: locuire civilă) (Tip: Așezare)                                                                                            | sat Bucșani, comuna Bucșani            | neprecizat                 | geto-dacică sec. II-I a.Chr.                  |            |                                           | Încărcați imagine | Raportați eroare |
| 101573.05.01                              | Așezarea Latene de la Butimanu - punct "Cota 121,6" / ansamblu anonim (Categorie: locuire civilă) (Tip: Așezare)                                                                           | sat Butimanu, comuna Butimanu          | Cota 121,6                 |                                               |            |                                           | Încărcați imagine | Raportați eroare |
| 101573.06.01                              | Situl arheologic medieval de la Butimanu - "Digul 3" / ansamblu anonim (Categorie: locuire) (Tip: Așezare)                                                                                 | sat Butimanu, comuna Butimanu          | Digul 3                    | sec. XVII                                     |            |                                           | Încărcați imagine | Raportați eroare |
| 101573.06.02                              | Situl arheologic medieval de la Butimanu - "Digul 3" / ansamblu anonim (Categorie: locuire) (Tip: Necropolă)                                                                               | sat Butimanu, comuna Butimanu          | Digul 3                    | sec. XVII                                     |            |                                           | Încărcați imagine | Raportați eroare |
| 101573.07.01                              | Așezarea medievală timpurie de la Butimanu - "Cota 125" / ansamblu anonim (Categorie: locuire civilă) (Tip: Așezare rurală)                                                                | sat Butimanu, comuna Butimanu          | Cota 125                   | sec. XI-XII                                   |            |                                           | Încărcați imagine | Raportați eroare |
| 101573.08.01                              | Așezarea tip Ipotești - Cândești de la Butimanu / ansamblu anonim (Categorie: locuire civilă) (Tip: Așezare)                                                                               | sat Butimanu, comuna Butimanu          | Neprecizat                 | Ipotești - Cândești                           |            |                                           | Încărcați imagine | Raportați eroare |
| 101582.01.01                              | Așezarea Glina de la Bărbuceanu / ansamblu anonim (Categorie: locuire civilă) (Tip: Așezare)                                                                                               | sat Bărbuceanu, comuna Butimanu        | Neprecizat                 | Glina                                         |            |                                           | Încărcați imagine | Raportați eroare |
| 66786.03.01                               | Situl arheologic de la Bălteni - "Canal" / ansamblu anonim (Categorie: locuire civilă) (Tip: Așezare)                                                                                      | sat Bălteni, comuna Conțești           | Canal                      | Glina III                                     |            |                                           | Încărcați imagine | Raportați eroare |
| 66786.03.02                               | Situl arheologic de la Bălteni - "Canal" / ansamblu anonim (Categorie: locuire civilă) (Tip: Așezare)                                                                                      | sat Bălteni, comuna Conțești           | Canal                      | Tei                                           |            |                                           | Încărcați imagine | Raportați eroare |
| 66786.03.03                               | Situl arheologic de la Bălteni - "Canal" / ansamblu anonim (Categorie: locuire civilă) (Tip: Așezare)                                                                                      | sat Bălteni, comuna Conțești           | Canal                      | sec. IV                                       |            |                                           | Încărcați imagine | Raportați eroare |
| 66795.01.01                               | Siliștea satului Drăgoești / ansamblu anonim (Categorie: locuire civilă) (Tip: Siliște) | sat Boteni, comuna Conțești            |                            | sec. XVI                                      |            |                                           | Încărcați imagine | Raportați eroare |
| 67176.01.01 (Cod LMI: DB-II-m-B-17330)    | Biserica "Nașterea Maicii Domnului", "Sf. Nicolae" de la Bădulești / ansamblu Biserica "Nașterea Maicii Domnului", "Sf. Nicolae" (Categorie: structură de cult/religioasă) (Tip: Biserică) | sat Bădulești, comuna Crângurile       |                            | 1796 - 1797, terminată 1806                   |            |                                           | Încărcați imagine | Raportați eroare |
| 105552.01.01 (Cod LMI: DB-II-m-B-17333)   | Biserica de la Bâldana / ansamblu anonim (Categorie: structură de cult/religioasă) (Tip: Biserică)                                                                                         | sat Bâldana, comuna Tărtășești         |                            | sec. XVIII, ref. 1815 și 1845                 |            |                                           | Încărcați imagine | Raportați eroare |
| 67693.01.01 (Cod LMI: DB-II-m-B-17398)    | Mănăstirea Butoiu (Potoc) de la Butoiu de Jos / ansamblu Mănăstirea Butoiu (Potoc) (Categorie: structură de cult/religioasă) (Tip: Mănăstire)                                              | sat Butoiu de Jos, comuna Hulubești    |                            | sec. XV, reclădită 1648 - 1649 și 1850 - 1853 |            |                                           | Încărcați imagine | Raportați eroare |
| 68360.02.01                               | Tezaurul monetar de la Brâncoveanu- Proprietatea C-tin Ion / ansamblu anonim (Categorie: depozit/tezaur) (Tip: tezaur)                                                                     | sat Brâncoveanu, comuna Odobești       | Proprietatea C-tin Ion     |                                               |            |                                           | Încărcați imagine | Raportați eroare |
| 105552.02.01                              | Ruinele fostului schit cu hramul "Adormirea Maicii Domnului, Sf. Gheorghe și Sf. Nicolae" / ansamblu anonim (Categorie: construcție de cult) (Tip: Schit)                                  | sat Bâldana, comuna Tărtășești         |                            |                                               |            |                                           | Încărcați imagine | Raportați eroare |
| 69278.06.01                               | Așezarea din epoca migrațiilor de la Brăteștii de Jos- Bărbulești / ansamblu anonim (Categorie: locuire) (Tip: Așezare)                                                                    | sat Brăteștii de Jos, comuna Văcărești | Bărbulești                 | sec. IV                                       |            |                                           | Încărcați imagine | Raportați eroare |
| 69278.07.01                               | Situl arheologic de la Brăteștii de Jos- Tarlaua lui Îmbulzitu / ansamblu anonim (Categorie: locuire) (Tip: Așezare)                                                                       | sat Brăteștii de Jos, comuna Văcărești | Tarlaua lui Îmbulzitu      | Sântana de Mureș - Cerneahov                  |            |                                           | Încărcați imagine | Raportați eroare |
| 69278.07.02                               | Situl arheologic de la Brăteștii de Jos- Tarlaua lui Îmbulzitu / ansamblu anonim (Categorie: locuire) (Tip: Așezare rurală)                                                                | sat Brăteștii de Jos, comuna Văcărești | Tarlaua lui Îmbulzitu      | sec. XVI-XIX                                  |            |                                           | Încărcați imagine | Raportați eroare |
| 69287.05.01                               | Situl arheologic de la Bungetu- Pădurea Brăteasca / ansamblu anonim (Categorie: locuire) (Tip: Așezare)                                                                                    | sat Bungetu, comuna Văcărești          | Pădurea Brăteasca          | Glina - II                                    |            |                                           | Încărcați imagine | Raportați eroare |
| 69287.05.02                               | Situl arheologic de la Bungetu- Pădurea Brăteasca / ansamblu anonim (Categorie: locuire) (Tip: Așezare)                                                                                    | sat Bungetu, comuna Văcărești          | Pădurea Brăteasca          | Sântana de Mureș - Cerneahov sec. IV          |            |                                           | Încărcați imagine | Raportați eroare |
| 69287.05.03                               | Situl arheologic de la Bungetu- Pădurea Brăteasca / ansamblu anonim (Categorie: locuire) (Tip: Așezare)                                                                                    | sat Bungetu, comuna Văcărești          | Pădurea Brăteasca          | Ipotești - Cândești sec. VI-VIII              |            |                                           | Încărcați imagine | Raportați eroare |